# Église Saint-Wandrille du Pecq
L’église Saint-Wandrille du Pecq est une église catholique située au Pecq, dans le département français des Yvelines.

## Historique
De style classique, l’église a été construite de 1739 à 1742 et ouverte au culte en 1745. Une restauration concernant notamment les voûtes a été menée par les architectes Choret et Blondel entre 1880 et 1886. L’édifice a été inscrit aux monuments historiques en 1965.

## Architecture
L’église est de plan allongé à trois vaisseaux et surmontée d’une fausse voûte en anse-de-panier. La façade est ornée de pilastres d’ordre toscan de part et d’autre du portail central ainsi qu’aux angles de l’édifice. Elle est surmontée par un clocher latéral.